# El Astillero
El Astillero è un comune spagnolo di 17.065 abitanti situato nella comunità autonoma della Cantabria, comarca di Santander. È costituito da tre nuclei abitati: Boo, Guarnizo ed Astillero, il capoluogo, distante 7,5 km da Santander.

## Geografia fisica
È posto ai piedi della Peña Cabarga alla confluenza delle rias di Solia, di Guarnizo e di Astillero che lo contornano nella Baia di Santander. Il nome Astillero in spagnolo significa "arsenale navale" ed è quindi emblematico per una città il cui germe fu proprio un arsenale.

## Storia
Dai diversi reperti dei giacimenti archeologici della zona emerge una presenza umana nel Paleolitico, presenza che continuò nel Neolitico e nell'età del ferro. Successivamente vi si stabilirono i Celti e poi i Romani che sfruttavano le miniere di ferro esistenti sulla Peña Cabarga e si servivano del Portus Victoriae, identificato con l'odierna Santander, per l'esportazione via mare del minerale ricavato.
Nel IX secolo risulta da documenti di quell'epoca che esistevano su una e sull'altra riva della ria de Solia rispettivamente due monasteri che prendevano il nome di Muslera e attorno ad uno dei due si formò il primo nucleo abitato di quello che diverrà poi il municipio di El Astillero. La svolta fondamentale nella storia di El Astillero venne nel 1570 quando il re Filippo II decise di fare della baia di Santander la base della flotta della sua armata navale e nel 1581 incaricò Cristobal de Barros, sovrintendente reale per la Costa Cantabrica, di costruire una serie di 9 galeoni che dovevano servire per tutelare la cosiddetta Carrera de las Indias cioè la rotta seguita dalle navi che annualmente portavano in Spagna le ricchezze delle terre americane. De Barros, per motivi che riguardavano la facilità di difesa della località, per la possibilità di ricavare il legno occorrente per la costruzione delle navi dai folti boschi della zona e perché questa era riparata dai forti venti marini, scelse per installarvi i cantieri navali la località di Guarnizo, nodo stradale per le comunicazioni con la Meseta. Mentre provvedeva a costruire le nuove navi, De Barros si occupò anche di riparare le navi della Invencibile Armada rientrate malconce dalla sfortunata spedizione contro l'Inghilterra del 1588, e più tardi fu incaricato di costruire altri sei nuovi galeoni.
Nel XVII secolo i cantieri continuarono ad essere attivi, anche se le maggiori richieste erano per i cantieri della vicina Colindres dove i cantieri funzionarono fino al 1722. L'attività cantieristica attirò operai da altre zone e la popolazione del piccolo borgo crebbe. Nel 1793 El Astillero fu istituito comune includendo anche il paese di Boo, già appartenente al comune di Camargo.
Nella seconda metà del XVIII secolo i cantieri entrarono però in crisi per la concorrenza di El Ferrol dove Filippo V spostò la base dell'armata navale e dichiarò El Ferrol capitale del Dipartimento marittimo del Nord. Ciononostante, seppure in forma ridotta, si continuò a costruire e riparare navi. Nella seconda metà del XIX secolo, grazie all'attività mineraria dello sfruttamento delle Minas de Cagarceno, El Astillero divenne un centro industriale che collegò i moli del suo porto direttamente all'imbocco delle miniere mediante apposite linee ferroviarie grazie anche all'installarsi nel suo territorio di due raffinerie di petrolio.
Nel 1913 si ebbe un ritorno dell'attività cantieristica navale e si iniziò l'insediamento di altre imprese sussidiarie ai cantieri o interessate ad altre produzioni. Questo processo d'industrializzazione in concomitanza con quello della vicina Santander continuò per tutto il XX secolo soprattutto nei poligoni industriali di Guarnizo.

## Monumenti e luoghi d'interesse
- Iglesia Parroquial de San José costruita nel 1949 su una precedente chiesa demolita.
- Iglesia de Nuestra Señora de los Remedios dei secoli XVII-XVIII.
- Iglesia de Nuestra Señora del Pilar del 1945.
- Casa del Fuente del XVIII secolo.
- Casa Consistorial del 1878.
- La Fontona del 1873.
- Villa Rosario della fine del XIX secolo.
- Quinta Eloisa del 1923.
- Puente de Solia del 1448.
- Museo naval di Guarnizo.
- Reserva ornitologica nella marisma esistente nel territorio comunale luogo di passo di uccelli migratori e di uccelli acquatici stanziali.
- Interessanti esempi di architettura industriale dei secoli XIX e XX sono il Cargadero de Orionera costruzione in ferro per il caricamento del materiale minerario sulle navi e le Ciminiere della dismessa raffineria di petrolio La Cantabrica.

## Cultura

### Eventi
Come in tutta la Spagna anche ad El Astillero le fiestas, sacre e profane nello stesso tempo, si svolgono in occasione delle festività religiose di San José il 19 marzo e dell'Asuncion il 15 agosto.

## Economia
È un centro industriale della cintura di Santander in cui, oltre alle imprese dedite alla tradizionale attività cantieristica di costruzione e riparazione di imbarcazioni, operano molte altre imprese impegnate in campi diversi; alto è il numero di persone impegnate nei servizi alle imprese e aila collettività. Il settore primario riveste poca importanza nell'economia locale ed è quasi esclusivamente costituito dall'allevamento di bestiame bovino in pascoli permanenti. La ripartizione per settore di attività vede infatti solo l'1,3% del totale delle persone attive impegnate nel settore primario, l'11,8% nell'edilizia, il 28,2% nell'industria e il 58,7% nei servizi. Il tasso di occupazione è il 55% della popolazione, più alto di quello medio della Cantabria che è del 52,5% e quello di disoccupazione è l'11,6%, più basso del valore 14,2%, medio della Cantabria. L'andamento demografico evidenzia un continuo aumento del numero degli abitanti passato da 3.582 nel 1900 a 5.430 nel 1950, a 13.348 nel 2000, a 15.635 nel 2005 a 17.065 nel 2008. L'età media degli abitanti è di 38 anni, indice di una popolazione in cui prevalgono i giovani.

## Infrastrutture e trasporti
Astillero è collegata a Santander via treno con una linea della compagnia FEVE a frequenza semioraria.
È inoltre collegata al capoluogo cantabrico dalla superstrada S-10.

## Amministrazione

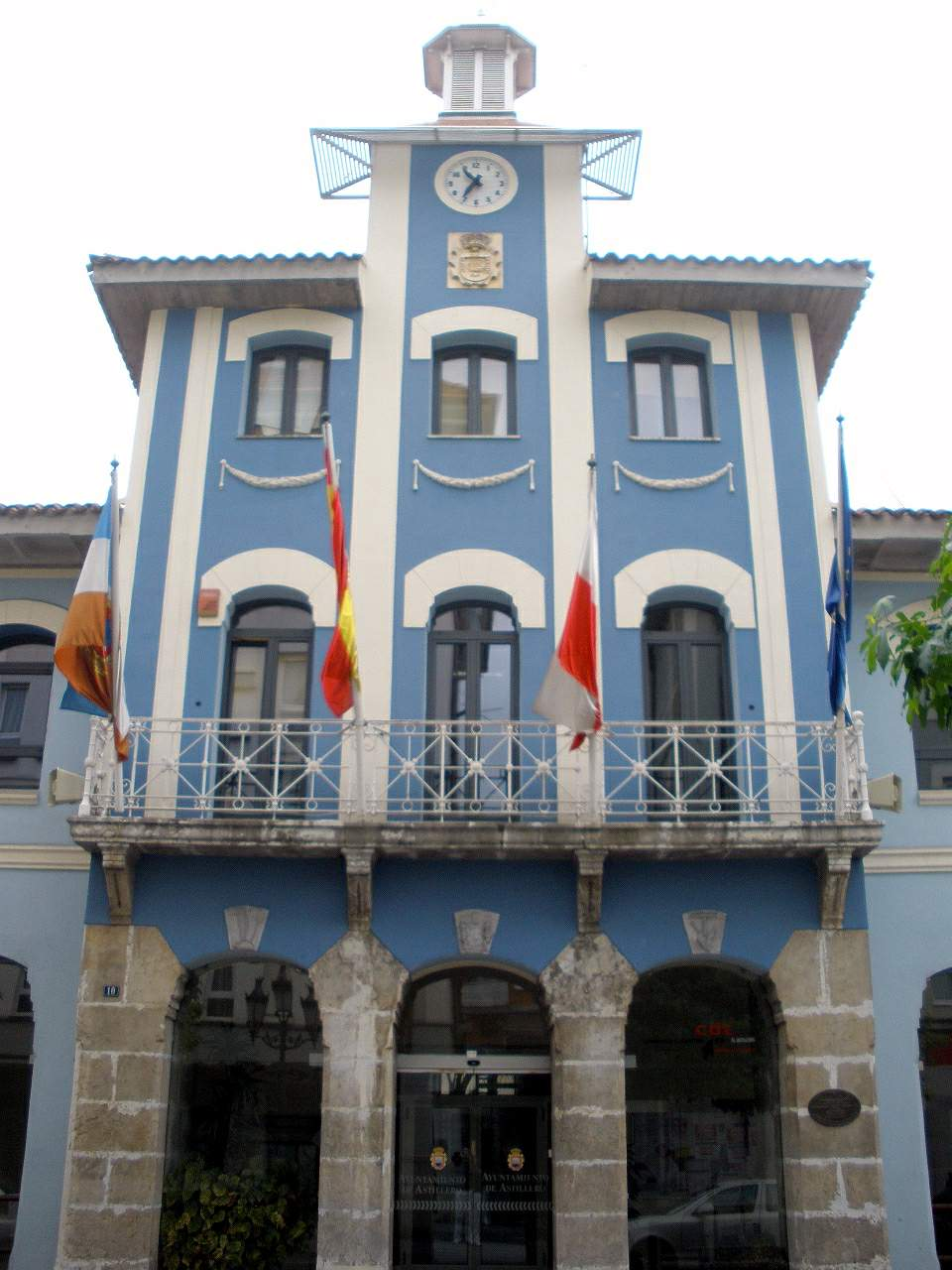
Il municipio

| Periodo | Periodo   | Primo cittadino | Partito | Carica  | Note |
| ------- | --------- | --------------- | ------- | ------- | ---- |
| 2015    | in carica | Francisco Ortiz | PRC     | Alcalde |      |